# Retrato de Maria Riquelme
El retrato de Maria Riquelme es un cuadro del pintor español Santiago Rusiñol pintado el 1896. Actualmente se encuentra en el despacho del Director del Instituto del Teatro. 
La obra forma un conjunto con el retrato de Pepe Riquelme. 